# Epöl, Komárom-Esztergom
Epöl  este un sat în districtul Esztergom, județul Komárom-Esztergom, Ungaria, având o populație de 652 de locuitori (2011).

## Demografie
Componența etnică a satului Epöl
     Maghiari (95,87%)
     Germani (2,81%)
     Romi (1,32%)
Componența confesională a satului Epöl
     Romano-catolici (63,96%)
     Fără religie (6,75%)
     Reformați (5,83%)
     Necunoscută (22,24%)
     Alte religii (1,84%)
Conform recensământului din 2011, satul Epöl avea 652 de locuitori. Din punct de vedere etnic, majoritatea locuitorilor (95,87%) erau maghiari, existând și minorități de germani (2,81%) și romi (1,32%).  Din punct de vedere confesional, majoritatea locuitorilor (63,96%) erau romano-catolici, existând și minorități de persoane fără religie (6,75%) și reformați (5,83%). Pentru 22,24% din locuitori nu este cunoscută apartenența confesională.